# Ipomoea macrorhiza
Ipomoea macrorhiza là một loài thực vật có hoa trong họ Bìm bìm. Loài này được (L.) Roem. & Schult. mô tả khoa học đầu tiên năm 1819.